# Congresso Internacional da Arquitetura Moderna

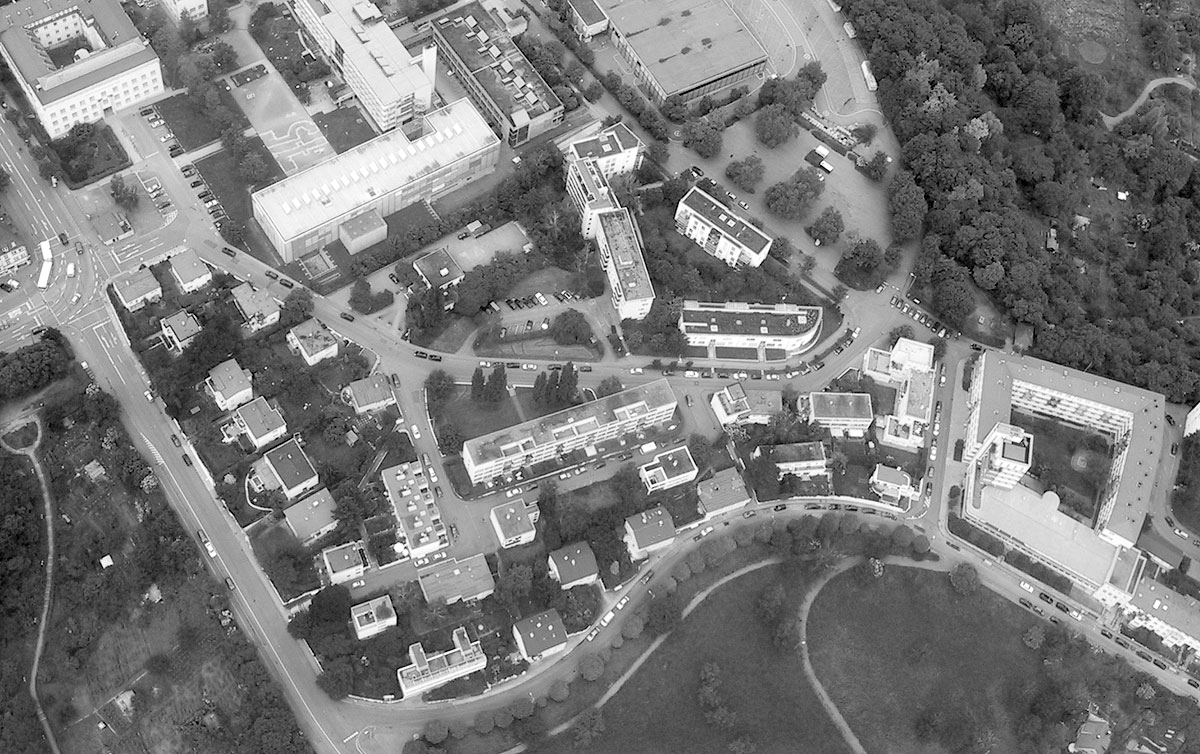
Weissenhof Estate em Stuttgart 1927. A CIAM promoveu a arquitetura moderna no "estilo Cubista": a Bauhaus, Weissenhof, De Stijl e projetos modernos do Palácio das Nações em Genebra. Movimentos paralelos dos anos 1920 incluem o Expressionismo, o Construtivismo, o Art Deco e o Traditionalismo.

Os Congressos Internacionais da Arquitetura Moderna (em francês:  Congrès Internationaux d'Architecture Moderne ou simplesmente CIAM) constituíram uma organização e uma série de eventos organizados pelos principais nomes da arquitetura moderna internacional a fim de discutir os rumos a seguir nos vários domínios da arquitetura (Paisagismo, Urbanismo, Exteriores, Interiores, Equipamentos, Utensílios, entre outros). Em 1928, em La Sarraz, na Suiça, ocorre a formalização de uma organização que potencia encontros visando o debate acerca do Movimento Moderno, os CIAM. Os eventos realizaram-se antes e depois da 2ª Guerra Mundial (1939-1945) distribuindo-se pela Europa. Frankfurt (1929), Bruxelas (1930), Atenas (1933), Paris (1937), Bridgewater (1947), Bérgamo (1949), Hoddesdon (1951), Aix-en-Provence (1953) e Dubrovnik (1956). Juntando os mais influentes arquitetos da época na qual defendiam que a Arquitetura Moderna devia promover o progresso social, político e económico, cada Congresso era dotado de um tema previamente definido, variando desde a cidade, a habitação ou a profissão. O resultado mais preponderante dos CIAM antes da 2ª Grande Guerra, além dos debates em torno dos vários assuntos sempre marcados pela questão da cidade e da habitação, foi a Carta de Atenas. Surge como um manifesto resultante do IV Congresso realizado em Atenas, que tem como foco principal "A Cidade Funcional", o qual é dominado pelo escritor da Carta, Le Corbusier, num confronto às ideologias italianas acerca do património.

## Influências
Fundados em 1928 na Suíça, os CIAM foram responsáveis pela definição daquilo que costuma ser chamado international style: introduziram e ajudaram a difundir uma arquitetura considerada limpa, sintética, funcional e racional. Os CIAM consideravam a arquitetura e urbanismo como um potencial instrumento político e econômico, o qual deveria ser usado pelo poder público como forma de promover o progresso social.
Talvez o produto mais influente dos CIAM tenha sido a Carta de Atenas, escrita por Le Corbusier baseada nas discussões ocorridas na quarta conferência da organização. A Carta praticamente definiu o que é o urbanismo moderno, traçando diretrizes e fórmulas que, segundo seus autores, são aplicáveis internacionalmente. A Carta considerava a cidade como um organismo a ser planejado de modo funcional e centralmente planejada, na qual as necessidades do homem devem estar claramente colocadas e resolvidas. Entre outras propostas revolucionárias da Carta está o de que todo a propriedade de todo o solo urbano da cidade pertence à municipalidade, sendo, portanto público.
A cidade de Brasília, cujo plano piloto é de autoria do arquiteto e urbanista Lúcio Costa é considerada como o mais avançado experimento urbano no mundo que tenha aplicado integralmente todos os princípios da Carta.

## Críticas
Com a revisão do movimento moderno empreendida a partir dos anos 70, os CIAM e todo o seu ideário passaram a ser duramente criticados, seja pela dita "monotonia" das paisagens urbanas por ele criadas, seja pelo fato de a Carta alegadamente exagerar na quantificação das necessidades dos indivíduos. Experiências diversas ao redor do mundo que adotaram os ideais modernos em geral tenderam a criar "espaços-de-ninguém", nos quais a definição abstrata entre o espaço público e o espaço privado não fica clara, fazendo com que todo o espaço que teoricamente é de todos, passe a não ser de ninguém. Os críticos dos CIAM alegam que seus autores foram ingênuos ao confiar exageradamente nas possibilidades do estado de bem-estar social, ao qual o modernismo, segundo aqueles, é um projeto de mundo indissociável. Ainda segundo estes críticos, os CIAM, acreditando no poder mediador do Estado, ignoravam o aspecto conflitivo essencial à sociedade capitalista, propondo um mundo que não se encaixa nem no Capitalismo nem no Socialismo.
A demolição do conjunto residencial de Pruitt-Igoe em St. Louis, Missouri, nos Estados Unidos é considerada por muitos como o golpe fatal ao modernismo dos CIAM. O Pruitt-Igoe foi um premiado projeto residencial da década de 1950 que testemunhou elevações preocupantes na taxa de violência interna e durante 20 anos passou por um grave processo de degradação. Na década de 1970 o conjunto foi demolido por ordem judicial, em um processo apoiado pela comunidade que ali vivia. Este episódio é também considerado como o ponto de início do Pós-Modernismo.

## Conferências realizadas
- 1928, CIAM I (La Sarraz, Suíça). Fundação dos CIAM
- 1929, CIAM II (Frankfurt am Main, Alemanha). Unidade mínima de habitação (Existenzminimum)
- 1930, CIAM III (Bruxelas, Bélgica). Desenvolvimento racional do lote (Rational Lot Development)
- 1933, CIAM IV (Atenas, Grécia). Publicação da Carta de Atenas; A Cidade funcional (The Functional City)
- 1937, CIAM V (Paris, França). Moradia e recreação (Dwelling and Recreation)
- 1947, CIAM VI (Bridgwater, Inglaterra). Reafirmação dos objetivos dos CIAM. Nossas cidades podem sobreviver? (Can Our Cities Survive?); e a Nova Monumentalidade.
- 1949, CIAM VII (Bérgamo, Itália). Sobre a cultura arquitetônica (Concerning Architectural Culture)
- 1951, CIAM VIII (Hoddesdon, Inglaterra). O Coração da cidade (The Heart of the City)
- 1953, CIAM IX (Aix-en-Provence, França). A Carta da habitação (The Charter of Habitat)
- 1956, CIAM X (Dubrovnik, Iugoslávia). Surgimento do Team 10.